# Кутузов Олександр Вікторович
Олександр Вікторович Кутузов (рос. Александр Викторович Кутузов; 23 листопада 1985, м. Калінін, СРСР) — російський хокеїст, захисник. Виступає за «Сибір» (Новосибірськ) у Континентальній хокейній лізі. Майстер спорту.
Вихованець хокейної школи ХК МВД/ТХК (Твер). Виступав за ХК МВД/ТХК (Твер), ХК МВД, «Нафтохімік» (Нижньокамськ), «Сибір» (Новосибірськ), «Динамо» (Москва).
Досягнення
- Чемпіон світу 2014 року.
- Володар Кубка Гагаріна (2012).